# طاهر أباد (سروستان)
طاهر أباد (بالفارسية: طاهرآباد) هي قرية تقع في إيران في Sarvestan Rural District.